# Sungai Lokan (Sadu)
Sungai Lokan is een bestuurslaag in het regentschap Tanjung Jabung Timur van de provincie Jambi, Indonesië. Sungai Lokan telt 1668 inwoners (volkstelling 2010).